# Dror Kashtan

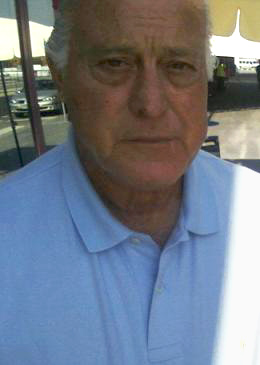
Dror Kashtan, 2011

Dror Kashtan (hebräisch דרור קשטן; geboren am 1. Oktober 1944 in Petach Tikwa; gestorben am 15. Januar 2024) war ein israelischer Fußballtrainer und vormaliger -spieler.
Kashtan hatte eine unauffällige Spielerkarriere bei Hapoel Petach Tikva und Hapoel Kfar Saba. Er ging in die Geschichtsbücher ein als der bis heute einzige Israeli, der schon, bevor er ein Ligaspiel absolviert hatte, in die Nationalmannschaft berufen wurde. Dort absolvierte er drei Länderspiele.
Als Trainer wurde er jedoch zum erfolgreichsten israelischen Coach aller Zeiten: Er gewann fünfmal die nationale Meisterschaft, fünfmal den State Cup und dreimal den Toto Cup. Seinen wohl international größten Erfolg feierte er mit Hapoel Tel Aviv, Kashtan führte das Team bis in das UEFA-Cup-Viertelfinale.
2006 wurde er Nachfolger von Avraham Grant als Nationaltrainer.
Im Anschluss folgten bis zu seinem Rückzug 2013 noch drei Stationen in Tel Aviv. 